# Speyeria sordida
Speyeria sordida är en fjärilsart som beskrevs av Wright 1906. Speyeria sordida ingår i släktet Speyeria och familjen praktfjärilar. Inga underarter finns listade i Catalogue of Life.